# 松下直人
松下 直人（まつした なおと、1989年10月16日 - ）は、日本の実業家。EC-Consulting Japan株式会社の創業者兼代表取締役。LINEヤフー株式会社認定コマースパートナーとして、Yahoo!ショッピングに特化したECサイトコンサルティング事業を展開している。
大阪府出身。2019年8月14日にEC-Consulting Japan株式会社を設立し、Yahoo!ショッピング出店事業者向けのコンサルティング、運営代行、システム開発などをワンストップで提供している。同社は設立以来、約2,000社の支援実績を持ち、Yahoo! JAPANの「Best Store Awards」において2022年から2024年まで3年連続で表彰を受けている。

## 経歴
2010年代初頭よりECモール運営に携わり始める。2019年8月14日、EC-Consulting Japan株式会社を設立し、代表取締役に就任。
2022年、Yahoo! JAPANの「Best Store Awards」においてコマースパートナー賞を受賞。2023年および2024年には同賞のベストパートナー賞を2年連続で受賞し、Yahoo!公式サイトで特集が組まれた。

## EC-Consulting Japan
EC-Consulting Japan株式会社は、Yahoo!ショッピングに特化したECコンサルティング企業として、ECサイトの制作、コンサルティング、運営代行、システム開発までを一貫して提供している。本社は大阪府豊中市の阪急千里中央ビル6階に所在する。
同社の支援実績として、Best Store Awards 2024のショッピング大賞受賞店舗への支援や、医薬品ECサイトの立ち上げ3か月で月商2,970万円達成などが報告されている。累計セミナー参加社数は16,000社に上る。
また、商標「ecWorks®」として会員制オンラインサロンを運営し、EC事業者向けの教育プログラムを提供している。

## 受賞歴
- 2022年 - Yahoo! JAPAN Best Store Awards コマースパートナー賞[10]
- 2023年 - Yahoo! JAPAN Best Store Awards ベストパートナー賞[11]
- 2024年 - Yahoo! JAPAN Best Store Awards ベストパートナー賞（2年連続）[12]

## 著書
- 『1円で売れ！禁断のネットショップ儲けのカラクリ』ビジネス教育出版社、2020年3月。ISBN 978-4-8283-1091-6[13]

## メディア出演

### テレビ
- 『ビジネスタイガーサミット』（TOKYO MX、2024年）[14] - 『バラいろダンディ』（TOKYO MX、2024年） - コメンテーター[15]

### インターネット番組
- 『令和の虎 Tiger Funding』（YouTube、2023年 - ） - 虎として複数回出演[16]

### 自社メディア
- 「松下直人@イーコマースチャンネル」（YouTube） - 自社運営のEC情報発信チャンネル[17][18]

## 社会活動
地方自治体向けのECセミナーを多数開催しており、大阪府の商工会議所などでEC支援の講師を務めている。近年はライブコマース市場の拡大に伴い、TikTok Shopなどの新規プラットフォームでの支援実績も増加している。